# Eleccions legislatives gregues de 1974
Les eleccions legislatives gregues de 1974 se celebraren el 17 de novembre de 1974. Foren les primers eleccions democràtiques després de la caiguda de la dictadura dels coronels i iniciaren la transició política grega, anomenada metapolitefsi. El partit més votat fou el Nova Democràcia, i el seu cap Konstandinos Karamanlís, va formar govern.

## Resultats
| Eleccions legislatives gregues de 1974            | Eleccions legislatives gregues de 1974 | Vots      | Vots  | Escons | Escons |
| Eleccions legislatives gregues de 1974            | Eleccions legislatives gregues de 1974 | No.       | %     | No.    | +−     |
| ------------------------------------------------- | -------------------------------------- | --------- | ----- | ------ | ------ |
| Nova Democràcia                                   | Konstandinos Karamanlís                | 2,669,133 | 54.37 | 220    |        |
| Unió de Centre-Noves Forces                       | George Mavros                          | 1,002,559 | 20.42 | 60     |        |
| PASOK                                             | Andreas Papandreou                     | 666,413   | 13.58 | 12     |        |
| Esquerra Unida (EDA, KKE, KKE Interior)           | Ilias Iliou                            | 464,787   | 9.47  | 8      |        |
| Unió Democràtica Nacional de Grècia               | Petros Garoufalias                     | 52,768    | 1.08  | -      |        |
| Unió Democràtica de Centre                        | Ioannis Zigdis                         | 8,509     | 0.17  | -      |        |
| Moviment Comunista Revolucionari de Grècia (EKKE) |                                        | 1,539     | 0.03  | -      |        |
| Unió Democràtica Liberal-Partit Socialista        |                                        | 975       | 0.02  | 0      |        |
| Altres                                            |                                        | 42,291    | 0.86  | -      |        |
| Vots vàlids                                       | Vots vàlids                            |           |       | 300    |        |
| Vots nuls                                         |                                        |           |       |        |        |
| Total                                             |                                        |           |       |        |        |